# Andrieu Contredit
Andrieu Contredit (gyakran Andrieu Contredit d’Arras, kb. 1200 – Arras, 1248) francia trubadúr, költő; az arrasi polgárok művészi rétegének jeles képviselője. A "Condredit" valószínűleg ragadványneve lehetett.
Elsősorban szerelmi dalokat (grand chant) írt, de repertoárjában a pastourelle, a lai, vagy párbeszédes formájú költemények) (partimen) is előfordultak, Guillaume li Vinier társszerzősége mellett.

## Művei
- Amours m'a si del tout a son voloir
- Au mois d'avril que l'on dit en Pascour
- Au tens que je voi averdir
- Bone, bele et avenans
- Dame, pour vous m'esjoïs benement
- De bele Yzabel ferai, survives without music
- [De] bone amour ki le set maintenir, survives without music and incipit
- Del guerredon ke j'atenc a avoir, survives without music and incipit
- Guillaume le Viniers, amis, his part of a jeu-parti, survives without music
- Iriez, pensis chanterai
- Ja pour nul mal ne peur nesun tourment
- Ja pour nul mal ne peur nule pensee
- Je ne me doi d'Amours de riens loer
- L'autrier quant je chevauchoie
- Mout m'est bel quant voi repairier
- Pré ne vert bois, rose ne flour de lis
- Quant voi partir foille et flour et rosee
- Tout tens est mes cuers en joie
- Tres haute Amours me semont que je chant
- Vivre m'estuet en tristror, en pesance